# Mammillaria painteri
Mammillaria painteri är en kaktusväxtart som beskrevs av Joseph Nelson Rose och Leopold Quehl. Mammillaria painteri ingår i släktet Mammillaria och familjen kaktusväxter. Inga underarter finns listade i Catalogue of Life.

## Externa länkar

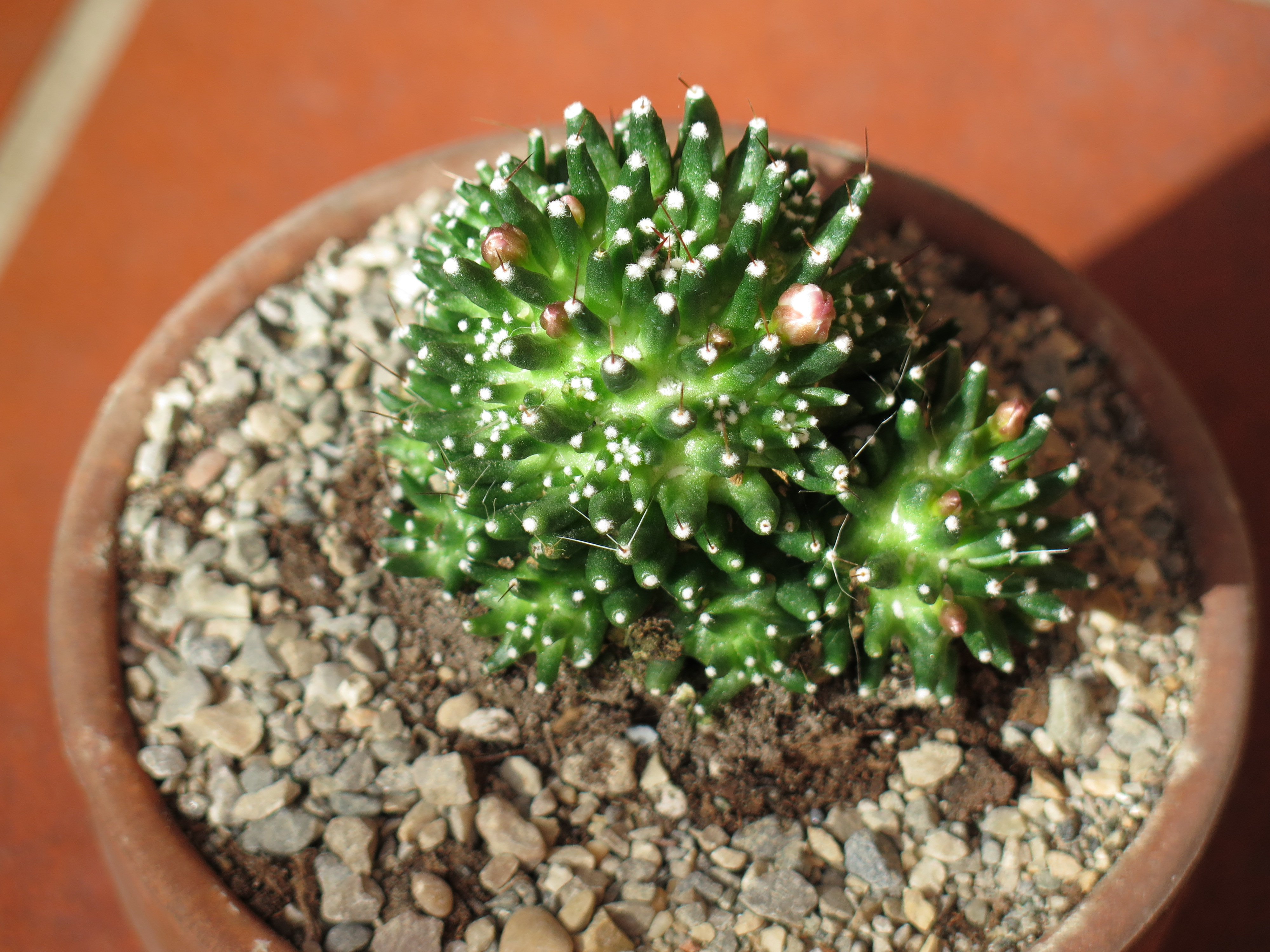
Mammillaria painteri